# Садгірська синагога
Садгірська синагога — юдейська синагога в Чернівцях.

## Історія

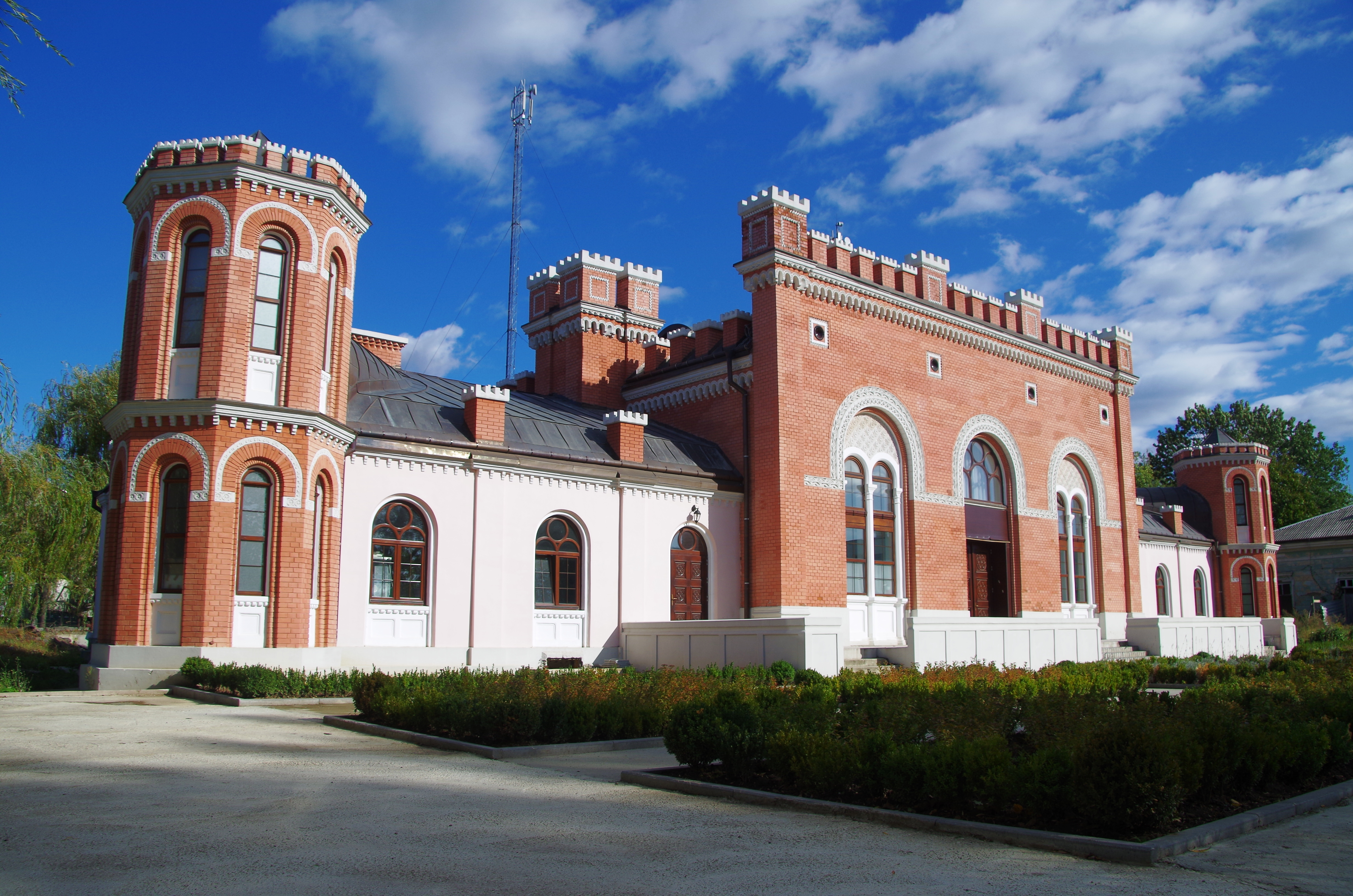
Стан у 2019

Нещодавно відреставрований комплекс споруд у мавританському стилі розташований у Садгорі за адресою: вул. Я.Мудрого, 192. Це резиденція «Чудодійного рабина», завдяки якій чернівчани свого часу назвали Садгору «малим Єврейським Ватиканом». Тут родинна резиденція кількох поколінь найвищих релігійних авторитетів династії Фрідманнів у Садгорі. З відкриттям тут центру хасидів пов'язаний тодішній власник Садгори барон Мустяца. На початок XX ст. євреї становили 74,3 % всього населення, які утворили дві єврейські громади: євреї-ортодокси (хасиди) і реформісти. В 1842 році в Садгору прибув засновник «садагурської династії» — Ізраель Фрідманн, відомий як Ружинський цадик — одна з найколоритніших постатей у пізньому хасидизмі. З того часу Садгора стала для хасидів своєрідною Меккою. Тут цадик служив 8 років, впродовж яких він побудував синагогу, школу, організував велике господарство. Таким чином, І. Фрідманн став засновником Ружинсько — Садагурської хасидської династії, який залишив після себе прекрасну пам'ятку — збудований його коштом розкішний архітектурний ансамбль, який становить резиденцію садагурського цадика. Святиня була зведена в середині XIX ст. До основного об'єму синагоги від північного та південного боків прилягають партерові будівлі з двоярусними вежами по краях. Центральний вхід до синагоги розташований, як і велить традиція від заходу — навпроти вівтарної ніші Арон Гакодешу. В синагозі містилася священна реліквія — завіса, прикрашена вишитими золотом святими Божими заповідями. Біля головної будівлі розташовувався будинок, у якому мешкала сім'я цадика, а також міква, господарські приміщення, конюшні та великий парк позаду будівель. Після смерті цадика у 1850 році його посаду й почесті успадкував його син Абрахам Яків Фрідманн, а згодом і внук. Таким чином, батько, син і внук поховані на єврейському цвинтарі в Садгорі, а їхня гробниця є місцем паломництва євреїв. У 1940-х роках синагога слугувала як майстерня, що призвело до часткової втрати інтер'єру. В середині 1990-х років з метою захисту цього місця паломники обмурували могилу і звели над нею невеликий саркофаг. Нині садгірську синагогу включено до туристичних маршрутів Чернівців. На могилу покійного цадика приїздить чимало паломників з усього світу. В 2006 році сюди приїхали колишні жителі міста, які власним коштом розпочали реставрацію синагоги, але перші роботи тривали недовго. Згодом їх відновили й 2016 року повністю завершили, а синагога функціонує і нині.